# Bataille de Ortenbach
Guerre de Hollande
Batailles
- Groenlo (06-1672)
- Solebay (06-1672)
- Coevorden (06-1672)
- Nimègue(07-1672)
- Groningue (07-1672)
- Saint-Lothain (02-1673)
- Schooneveld (1re) (06-1673)
- Maastricht (06-1673)
- Schooneveld (2de) (06-1673)
- Texel (08-1673)
- Bonn (11-1673)
- Arcey (01-1674)
- Pesmes (02-1674)
- Gray (02-1674)
- Scey-sur-Saône (03-1674)
- Chariez (03-1674)
- Vesoul (03-1674)
- Arbois (03-1674)
- Orgelet (03-1674)
- Besançon (04-1674)
- Dole (05-1674)
- Sinsheim (06-1674)
- Salins (06-1674)
- Belle-Île (06-1674)
- Lure (07-1674)
- Faucogney (07-1674)
- Sainte-Anne (07-1674)
- Fort-Royal (07-1674)
- Seneffe (08-1674)
- Entzheim (10-1674)
- Mulhouse (12-1674)
- Turckheim (01-1675)
- Stromboli (02-1675)
- Fehrbellin (06-1675)
- Salzbach
- Consarbrück
- Alicudi
- Agosta
- Palerme
- Maastricht
- Philippsburg
- Valenciennes
- Cambrai
- Saint-Omer
- Tobago
- La Peene (Cassel)
- Ypres
- Rheinfelden (07-1678)
- Saint-Denis

La bataille de Ortenbach du 23 juillet 1678 entre les troupes impériales et celles de la France est un conflit de la guerre de Hollande.
La France, ne parvenant à une paix, reprend la guerre et envoie, commandée par le maréchal de Créquy une armée sur le Rhin. Il est opposé aux troupes impériale de Charles de Lorraine.
Il concentre ses troupes dans les Vosges à Scherwiller et fait manœuvre au sud lors de la bataille de Rheinfelden (1678). Il peut ensuite traverser le fleuve pour sécuriser l'Alsace et pousse son avantage tactique. Suite de mouvements, il n'y a pas de grand affrontement mais Ortenbach marque le summum de son avancée.